# Malte Ramel
Malte Ramel, (Kasteel Löberöd in Skåne, 6 augustus 1684 - Maltesholm, 22 januari 1752), was een Zweeds grootgrondbezitter. Hij was de vader van Hans Ramel.
Malte studeerde aan de Universiteit van Lund en zat in het Hof van Beroep van Göta in Jönköping, maar verliet al snel de ambtenarij om zich te wijden aan het beheer van zijn enorme geërfde landgoederen zoals Löberöd, Maltesholm, Västerstad, Hviderup en Sireköpinge. Door hun opbrengsten en zorgvuldig beheer werd hij een zeer vermogend magnaat. Ramel had een groot aristocratisch gevoel van eigenwaarde en weigerde aangeboden titels en eerbewijzen. 